# Avenida de İstiklal
La avenida de İstiklal o avenida de la Independencia (en idioma turco, İstiklâl Caddesi) es una de las avenidas más famosas de Estambul, Turquía.

## Historia
Antiguamente era conocida como el barrio de Pera, donde vivían los comerciantes genoveses y venecianos en época bizantina. Se encuentra situada en el distrito histórico de Beyoğlu, y es una calle peatonal de aproximadamente tres kilómetros de longitud, que aloja boutiques, tiendas de música, librerías, galerías de arte, cines, teatros, bibliotecas, cafés, pubs, clubes de noche con música viva, pastelerías históricas, chocolaterías y restaurantes. La avenida, rodeada por la única arquitectura turca del siglo XIX, se extiende desde el barrio medieval genovés que rodea la torre de Gálata hasta la plaza de Taksim.
Aproximadamente en el centro de la avenida, se encuentra la plaza de Galatasaray, donde se localiza uno de los mejores centros de enseñanza en Turquía durante el Imperio otomano, originalmente conocido como la Escuela del Palacio Imperial de Gálata y hoy conocido como Galatasaray Lisesi.
La avenida es el escenario desde 2003 de la celebración anual Orgullo de Estambul.